# Evropský hokejový pohár 1983/1984
19. ročník hokejového turnaje European Cupu.Vítězem turnaje se stala CSKA Moskva.

## 1. kolo
- HC Saint-Gervais (Francie) - Újpesti Dózsa (Maďarsko) 6:4, 8:4
- Dundee Rockets (Velká Británie) - Rødovre SIK (Dánsko) 2:9, 3:12
- Furuset IF (Norsko) - Feenstra Flayers Heerenveen (Nizozemsko) 5:8, 5:4
- EHC Biel (Švýcarsko) - HK Olimpija Lublaň (Jugoslávie) 4:3, 9:7 (první utkání v Lyss)

## 2. kolo
- HC Saint-Gervais - HC Würth Bolzano (Itálie) 4:7, 2:2
- Rødovre SIK - SC Dynamo Berlin (NDR) 3:10, 0:11
- Feenstra Flyers Heerenveen - Djurgårdens IF (Švédsko) 0:13, 2:15
- VEU Feldkirch (Rakousko) - EHC Biel 9:5, 2:3

## 3. kolo
- HC Würth Bolzano - CSKA Moskva (SSSR) 1:12, 2:11 (obě utkání v Bolzanu)
- HIFK Helsinki (Finsko) - Dynamo Berlin 4:2, 3:7
- Djurgårdens IF - EV Landshut (NSR) 5:1 (EV Landshut odvetu z termínových důvodů vzdal)
- VEU Feldkirch - ASD Dukla Jihlava 6:7 (2:4,1:0,3:3) 18. ledna 1984 (obě utkání ve Feldkirchu)
- VEU Feldkirch - ASD Dukla Jihlava 3:7 (0:3,1:2,2:2) 19. ledna

## Finále
(8. - 12. srpna 1984 v Ortisei Val Gardena)
- 1. CSKA Moskva - 6 bodů
- 2. ASD Dukla Jihlava - 4 body
- 3. Dynamo Berlin - 2 body
- 4. Djurgårdens IF - 0 bodů

## Utkání Jihlavy ve finálové skupině
- ASD Dukla Jihlava - Dynamo Berlin 7:2 (2:1,5:0,0:1) 8. srpna
- ASD Dukla Jihlava - Djurgårdens IF 3:1 (0:0,0:1,3:0) 10. srpna
- CSKA Moskva - ASD Dukla Jihlava 4:3 (2:1,0:0,2:2) 12. srpna